# Sicz Zaporoska (1918–1919)
Sicz Zaporoska (ukr. Запорозька Січ) – nieregularna ukraińska formacja wojskowa w latach 1918–1919
Formacja została utworzona wiosną 1918 r. z inicjatywy atamana Juchima Bożko, b. podpułkownika rosyjskiego 31 Oleksijewskiego Pułku Piechoty. Osiągnęła liczebność ok. 3 tys. ludzi. Nawiązywała do tradycji kozackiej Siczy Zaporoskiej z XVI-XVII wieku. W skład formacji wchodziły kurenie piechoty, konny i artylerii oraz sotnia karabinów maszynowych. Dowódcą kurenia piechoty był ataman Weklicz, kurenia konnego ataman Oboleński, kurenia artylerii ataman Maksimienko, zaś sotni karabinów maszynowych sotnik Sawczuk. Formacja miała 10 karabinów maszynowych, 6 dział polowych i improwizowany pociąg pancerny. Ataman J. Bożko chciał, aby Sicz Zaporoska stanowiła ochotniczą formację obrony terytorialnej, działającą na obszarze Kozaków zaporoskich, czyli za porohami Dniepru. Wprowadził wśród swoich żołnierzy dawne zwyczaje kozackie. Zabronił prowadzić rekwizycji produktów wiejskich u okolicznych chłopów, za wszystko należało płacić. Obowiązywała surowa dyscyplina wojskowa (m.in. zabronione było picie alkoholu i gra w karty). Wszyscy żołnierze byli jednolicie umundurowani po kozacku. Wrogami byli zarówno Biali Rosjanie, jak też wojska ukraińskie Dyrektoriatu. Kozacy J. Bożko brali też udział w walkach z oddziałami powstańczymi Nestora Machno. Po przybyciu nad Dniepr bolszewickich oddziałów 8 Armii Kozacy Siczy Zaporoskiej zostali zmuszeni do odwrotu na terytorium Rumunii, gdzie internowano ich. W maju 1919 r. powrócili na Ukrainę, sprzymierzając się tym razem z Armią Czynną Ukraińskiej Republiki Ludowej atamana Semena Petlury. Dzięki ich wsparciu ukraińskim oddziałom „petlurowskim” udało się wydostać z okrążenia wojsk polskich, bolszewickich i Białych Rosjan. Nieregularne oddziały Siczy Zaporoskiej w czerwcu tego roku zostały przeformowane w 2 Dywizję Pieszą „Sicz Zaporoska”. Dowództwo miał objąć płk Dobrianski, ale ostatecznie został nim J. Bożko.